# Salix kimurana
Salix kimurana är en videväxtart som först beskrevs av Kingo Miyabe och Tatewaki, och fick sitt nu gällande namn av Kingo Miyabe och Tatewaki. Salix kimurana ingår i släktet viden, och familjen videväxter. Inga underarter finns listade i Catalogue of Life.